# Humci
Humci su naseljeno mjesto u sastavu općine Čelić, Federacija Bosne i Hercegovine, BiH.

## Kulturne znamenitosti
Na području Humaca su arheološki lokaliteti. Na lokalitetu Čitlucima i lokalitetu Crkvicama je nekropola stećaka.

## Stanovništvo
| Humci              |                |                |                |
| godina popisa      | 1991.          | 1981.          | 1971.          |
| Muslimani          | 1.849 (99,56%) | 1.896 (99,21%) | 1.615 (98,65%) |
| Srbi               | 1 (0,05%)      | 4 (0,20%)      | 18 (1,09%)     |
| Hrvati             | 0              | 1 (0,05%)      | 0              |
| Jugoslaveni        | 4 (0,21%)      | 6 (0,31%)      | 1 (0,06%)      |
| ostali i nepoznato | 3 (0,16%)      | 4 (0,20%)      | 3 (0,18%)      |
| ukupno             | 1.857          | 1.911          | 1.637          |